# Pomnik pomordowanych w 1942 w Cieszynie
Pomnik pomordowanych w 1942 w Cieszynie – monument upamiętniający 24 żołnierzy Związku Walki Zbrojnej Armii Krajowej zabitych przez Niemców 20 marca 1942 w parku miejskim nad Olzą.

## Historia
W parku miejskim Pod Wałką hitlerowcy powiesili 20 marca 1942 na drewnianym szafocie 24 Polaków, żołnierzy zbrojnego podziemia. Dziewiętnastu przywieziono z więzienia w Mysłowicach. Więźniowie ci, jadąc ulicami Cieszyna śpiewali Jeszcze Polska nie zginęła…. Pięciu pozostałych przywieziono na miejsce egzekucji z więzienia cieszyńskiego. By uniemożliwić więźniom wykrzykiwanie patriotycznych haseł, nakazano najpierw lekarzowi Heinrichowi Boreniokowi zwiotczenie ich języków przez zastrzyki. Niektórzy więźniowie pomimo tego zdołali zawołać przed śmiercią: Niech żyje Polska! Na miejscu egzekucji kazano stawić się wszystkim polskim mieszkańcom Cieszyna, którzy nie podpisali Volkslisty.
Zabici żołnierze pochodzili z terenu Śląska Cieszyńskiego:
| Żołnierz             | miejscowość           |
| -------------------- | --------------------- |
| Józef Bolek          | Godziszów             |
| Adolf Chlebek        | Guty                  |
| Józef Czepczor       | Łyżbice               |
| Wilhelm Dworok       | Kaczyce               |
| Alfons Fójcik        | Cierlicko Górne       |
| Rudolf Gabzdyl       | Pogwizdów             |
| Jan Gaszek           | Godziszów             |
| Jan Halama           | Wisła                 |
| Rudolf Branny-Heller | Brenna                |
| Karol Jadwiszczok    | Ligotka Kameralna     |
| Benedykt Kabiesz     | Kaczyce Górne         |
| Rudolf Kozyra        | Cieszyn               |
| Jan Koźba            | Czechowice            |
| Jan Kuśnierz         | Guty                  |
| Leopold Leśniara     | Poręba                |
| Jan Martynek         | Mosty koło Jabłonkowa |
| Paweł Morżoł         | Bystrzyca             |
| Karol Piechaczek     | Cieszyn               |
| Karol Przywara       | Pogwizdów             |
| Rudolf Szostok       | Wiślica               |
| Alojzy Szotkowski    | Mosty koło Jabłonkowa |
| Józef Wałach         | Wędrynia              |
| Alojzy Zuberek       | Cieszyn               |
| Alojzy Żebrok        | Pogwizdów             |

Rokrocznie przy Pomniku Pod Wałką odbywa się uroczysty apel z udziałem władz miasta i przedstawicieli organizacji kombatanckich.